# Toronto Professional Hockey Club
Toronto Professional Hockey Club (drugo ime Toronto Professionals) je bil prvi profesionalni hokejski klub iz Toronta. Ustanovljen je bil leta 1906, prvi dve sezoni je igral le ekshibicijske tekme. Leta 1908 je klub postal ustanovni član prve polno profesionalne hokejske lige v Kanadi, Ontario Professional Hockey League (OPHL). Klub je v ligi nastopal v sezonah 1908 in 1909, nato je razpadel. Leta 1908 je neuspešno naskakoval Stanleyjev pokal in leta 1909 razpadel.
V klubu je igralo kar nekaj pomembnih hokejistov tistega časa, npr. Newsy Lalonde, ki je bil kasneje sprejet v Hokejski hram slavnih lige NHL, in Bruce Ridpath, ki je treniral moštvo Toronto Blueshirts in se z njim uvrstil v NHA, predhodnika NHL. 

## Zgodovina
Toronto Professional Hockey Club je bil ustanovljen leta 1906 z namenom pripeljati profesionalni hokej na ledu v Toronto. Tedaj je liga International Professional Hockey League (IPHL) delovala že dve leti (od 1904) in Toronto je svojo prvo tekmo igral 28. decembra 1906 proti IPHL moštvu Canadian Soo. Tekmo so v dvorani Mutual Street Rink v Torontu izgubili z izidom 0-7.  Kljub neobetavnemu začetku je klub nadaljeval z obratovanjem je decembra 1907 pripomogel k ustanovitvi lige OPHL.
V sezoni 1909 se je klub soočil z menjavo osebja in odhodi igralcev in jeseni leta 1909 razpadel. 

### Izziv za Stanleyjev pokal 1908
14. marca 1908 je klub igral za Stanleyjev pokal proti moštvu Montreal Wanderers v Montrealu. Wanderersi so zmagali s 6-4.
Postava Toronta, marec 1908, postava izzivalcev Stanleyjevega pokala
- Chuck Tyner (vratar)
- Con Corbeau (point)
- Rowley Young (coverpoint)
- Morrison (napadalec)
- Newsy Lalonde (napadalec)
- Bruce Ridpath (napadalec)
- Wally Mercer (napadalec)
- Jack Marks (menjava)

## Vidnejši igralci
- Newsy Lalonde - član Hokejskega hrama slavnih lige NHL.
- Jack Marks - trikratni prvak Stanleyjevega pokala z moštvoma Quebec Bulldogs in Toronto Arenas, NHL igralec.
- Bruce Ridpath - prvak Stanleyjevega pokala z moštvom Ottawa Hockey Club in trener moštva Toronto Blueshirts.